# Galina Oestvolskaja
Galina Ivanovna Oestvolskaja (Russisch: Гали́на Ива́новна Уство́льская) (Petrograd (Sint-Petersburg), 17 juni 1919 - Sint-Petersburg, 22 december 2006) was een Russische componiste.

## Vroege jaren
Van 1937 tot 1947 studeerde zij aan Konservatorija im. N.V.Rimskogo-Korsakova in Leningrad, zoals Sint-Petersburg in die tijd heette. Compositieleer studeerde ze bij Dmitri Sjostakovitsj. Tegen zijn gewoonte in was hij zeer lovend over haar: Ik ben ervan overtuigd dat de muziek van G.I. Oestvolskaja wereldwijd erkenning zal vinden, gewaardeerd door allen die de waarheid in muziek van het grootste belang vinden. Over de tijd met Sjostakovitsj wilde zij tot aan haar sterfbed niets zeggen. 
Later werd ze zelf docent aan het Konservatorija im. N.V.Rimskogo-Korsakova (Russisch: Санкт-Петербургская государственная консерватория имени Н.А. Римского-Корсакова) van Leningrad.

## Stijl
Zij gold als een zeer eigenzinnig componist. Zelf heeft zij gezegd: Er is hoe dan ook geen verband tussen mijn muziek en die van welke andere componist, levend of dood. Kenmerkend zijn ongebruikelijke combinaties van instrumenten, zoals in haar compositie voor 8 contrabassen, piano en slagwerk (hamer en houtblok). Een ander kenmerk is het gebruik van zeer luide, massieve, repetitieve klankclusters. De musicoloog Elmer Schönberger gaf haar daarom de bekend geworden typering "de vrouw met de hamer".
Tot aan de val van de Sovjet-Unie werd haar muziek, met uitzondering van patriottische stukken voor officieel gebruik, nauwelijks uitgevoerd. Sindsdien staat haar muziek in het Westen regelmatig op het programma. Opnamen van het werk zijn zeer schaars. Het Belgische platenlabel Megadisc heeft gedurende de jaren negentig bijna het gehele oeuvre uitgebracht op cd.
De Nederlandse musicus Reinbert de Leeuw en de filmmaker Cherry Duyns maakten in opdracht van de VPRO in 1994 een documentaire over Oestvolskaja, haar werk en de betekenis in de hedendaagse muziek. Zij is daarin maar kort in beeld omdat de componiste altijd mediapubliciteit afhield en als een kluizenaar leefde.
Josée Voormans, eveneens documentairemaakster voor de VPRO, leerde haar echter goed kennen en maakte kort voor Oestvolskaja’s dood de documentaire Schreeuw in het heelal over haar Tweede symfonie. Daarin is Oestvolskaja, zeker voor haar doen, veel in beeld en aan het woord.

## Werken

### Piano solo
- Sonate nr. 1 (1947)
- Sonate nr. 2 (1949)
- Sonate nr. 3 (1952)
- Twaalf Preludes (1953)
- Sonate nr. 4 (1957)
- Sonate nr. 5 (1986)
- Sonate nr. 6 (1988)

### Duetten en trio
- Trio voor klarinet, viool en piano (1949)
- Sonate voor viool en piano (1952)
- Groot duet voor cello en piano (1959)
- Duet voor viool en piano (1964)

### Ensemble
- Octet voor 2 hobo's, 4 violen, pauken en piano (1950)
- Compositie nr. 1 voor piccolofluit, tuba en piano (1970/71) "Dona nobis pacem"
- Compositie nr. 2 voor 8 contrabassen, piano en slagwerk (1972/73) "Dies irae"
- Compositie nr. 3 voor 4 fluiten, 4 fagotten en piano (1974/75) "Benedictus, qui venit"

### Orkest
- Concert voor piano, pauken en strijkorkest (1946)
- Symfonie nr. 1 (1955)
- Symfonie nr. 2 "Ware, eeuwige Zaligheid" (1979)
- Symfonie nr. 3 "Jezus, Messias, redt ons" (1983)
- Symfonie nr. 4 "Gebed" (1986)
- Symfonie nr. 5 "Amen" (1990)